# Jens Fjellström
Jens Fjellström, né le 27 octobre 1966 à Umeå (Suède), est un footballeur suédois, évoluant au poste de milieu de terrain. Au cours de sa carrière, il évolue principalement au Djurgårdens IF, au Malmö FF et au Dalian Wanda ainsi qu'en équipe de Suède.
Fjellström marque un but lors de ses trois sélections avec l'équipe de Suède entre 1990 et 1992. 

## Biographie

### En club
Avec les clubs de Djurgårdens IF et du Malmö FF, il participe à la Coupe d'Europe des vainqueurs de coupe et à la Coupe de l'UEFA. En Coupe de l'UEFA, il inscrit un but contre le club tchèque du Slavia Prague en septembre 1996.
En première division suédoise, son bilan est de 214 matchs joués, pour 49 buts marqués. Il réalise ses meilleures performances en 1992 et 1994, où il inscrit 9 buts.

### En équipe nationale
Jens Fjellström reçoit trois sélections et inscrit un but en équipe de Suède entre 1990 et 1992.
Il joue son premier match en équipe nationale le 22 août 1990 contre la Norvège, match au cours duquel il inscrit un but. Il joue ensuite deux matchs contre l'Australie, en janvier et février 1992.

## Carrière de joueur
- 1988-1992 :  Djurgårdens IF
- 1993-1997 :  Malmö FF
- 1997-1998 :  Dalian Wanda
- 1999-2000 :  Malmö FF

## Palmarès

### En équipe nationale
- 3 sélections et 1 but avec l'équipe de Suède entre 1990 et 1992

### En club
- Vainqueur de la Coupe de Suède en 1990 avec le Djurgårdens IF
- Champion de Chine en 1997 et 1998 avec le Dalian Wanda